# تالامپورووا
تالامپورووا (به لاتین: Talamporuwa) یک منطقهٔ مسکونی در سری‌لانکا است که در استان جنوبی (سری‌لانکا) واقع شده‌است.